# 2002 aux Territoires du Nord-Ouest
Chronologie des Territoires du Nord-Ouest
- 1998
- 1999
- 2000
- 2001
- 2002
- 2003
- 2004
- 2005
- 2006

Cette page concerne des événements d'actualité qui se sont produits durant l'année 2002 dans le territoire canadien des Territoires du Nord-Ouest.

## Politique
- Premier ministre : Stephen Kakfwi
- Commissaire : Glenna Hansen
- Législature :

## Décès
- 30 avril : Goo Arlooktoo (1898), ancien Premier ministre des Territoires du Nord-Ouest.